# 赵伊君
赵伊君（1930年11月26日—2022年12月21日），北京人，激光技术专家，中国工程院院士。
1997年，获选中国工程院信息与电子工程学部院士。